# 파테 시스
파테 이스마엘 시스(프랑스어: Pathé Ismaël Ciss, 1994년 3월 16일 ~ )는 세네갈의 축구 선수이다. 포지션은 중앙 미드필더이며, 현재 스페인 라리가의 라요 바예카노에서 뛰고 있다.